# Trientalis borealis
Trientalis borealis is een Noord-Amerikaanse vaste plant die voorkomt in bossen. De plant is ook bekend als de Starflower. Ze wordt tot 8 centimeter lang en heeft een of twee witte bloemen, die bestaan uit zeven blaadjes met een sterachtige vorm. De bloemen zijn te vinden op de top van stengels boven de lancetvormige bladeren. De plant bloeit in de periode mei-juni.
De plant behoort tot de sleutelbloemfamilie (Primulaceae). T. latifolia wordt betwist als T. borealis Raf. subsp. latifolia (Hook.) Hulten. 